# 紡綞鰤
雙帶鰺（学名：Elagatis bipinnulata），中國大陸俗名纺缍𫚕，俗名西班牙鲹、虹𫚕、夏威夷鲑，为鲹科鱼类，广泛分布于全球热带水域。该鱼形如纺缍，有两道横贯全身的窄带，背鳍与臀鳍低矮。该鱼多栖息于海水中上层，主要以小鱼为食，会进行长距离洄游。其成鱼的天敌主要为海豚，而幼鱼则会面临诸多大型鱼类的捕食。该鱼可食用，亦是颇受欢迎的游钓鱼。

## 物种命名
纺缍𫚕于1825年由法国博物学家让·勒内·康斯特·盖伊和约瑟夫·保罗·盖玛德正式描述，正模标本产自印度洋马来群岛海域。彼时命名人认为此种鱼应属于𫚕属，故将其命名为Seriola bipinnulata。1831年，美国博物学家路易·阿加西将其拆至新属Micropteryx，但由于此属名已被用于小翅蛾属故未能得到接受。至1840年，英国生物学家弗雷德里克·德贝尔·本内特在他的捕鲸航海日志中将纺缍𫚕划入新创建的纺缍𫚕属Elagatis，此分类维持至今。该属名源自希腊语中的“纺缍”一词。本内特同时还将该种鱼的种加词改为“bipinnulatus”，但由于该词与属名的性不同并未得到采纳。

## 物种分类
纺缍𫚕为单型种。形态与分子证据均认为纺缍𫚕与鰤属鱼类关系密切，二者互为姐妹群。

## 外貌描述

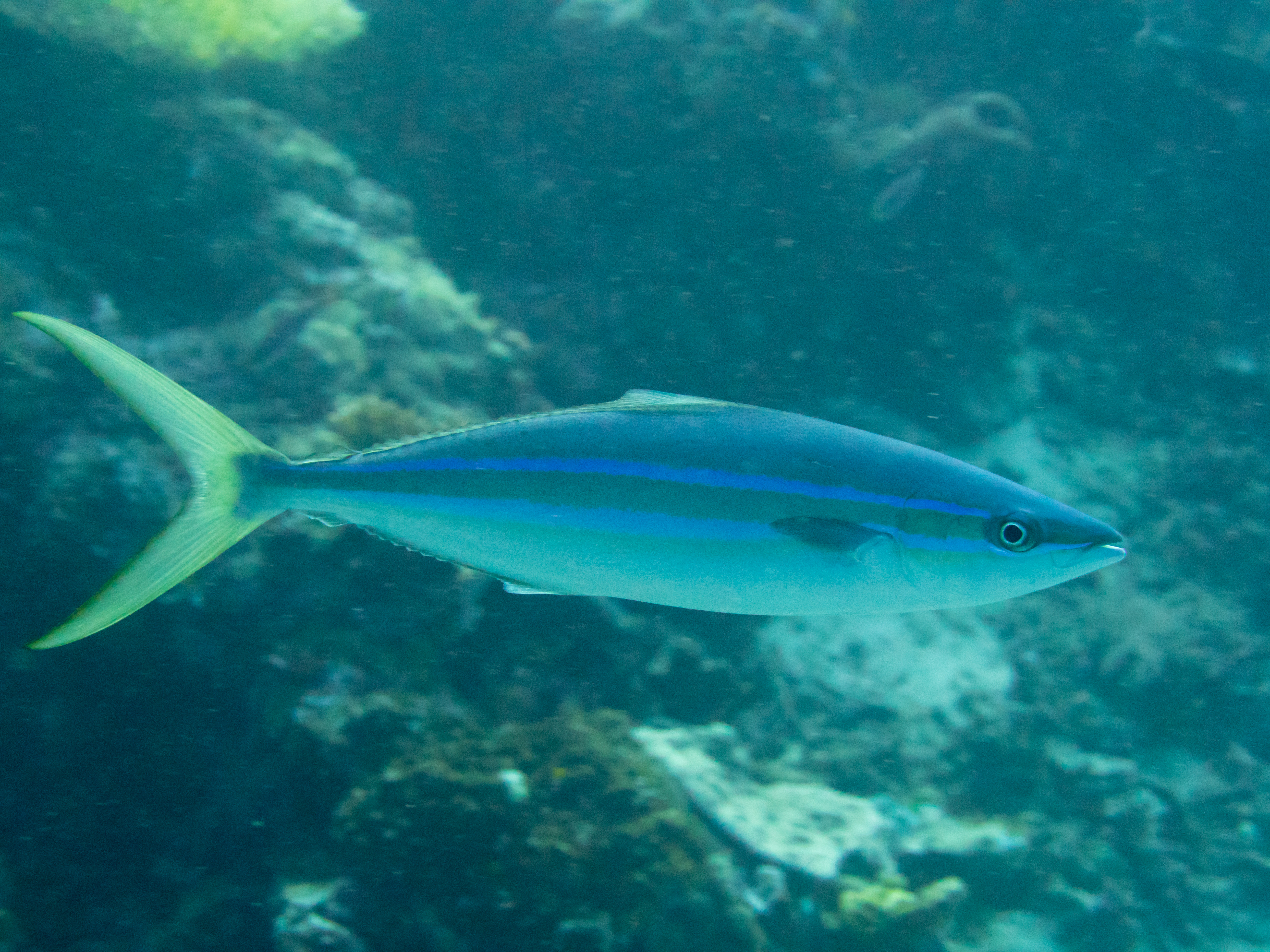
Rainbow_runner_(Elagatis_bipinnulata)_(48813101612)

纺缍𫚕头部长而尖，尾鳍根部狭窄，形如纺锤。纺缍𫚕背部为深橄榄色至深绿色，向下逐渐变浅，最终在腹部变成纯白色。该鱼有两道水平贯穿全身的浅蓝色窄带，这两道色带之间为橄榄色至黄色。该鱼有背鳍两片，第一片一般有6根硬棘，第二片则有1根硬棘和25—30根软鳍条，其中最后2根软鳍条特化成独立的小鳍。约有4%的纺缍𫚕孵化时缺少一根硬棘 。其臀鳍有2根硬棘和18—22根软条，其中最靠前的1根硬棘和最后方的2根软条亦特化成独立的小鳍。纺缍𫚕的背鳍与臀鳍相当低矮，且前者远大于后者。该鱼胸鳍相比其他鲹科鱼类而言较小，大约与腹鳍等大，且不呈镰刀型，共有软条20根。其腹鳍有1根硬棘和5根分叉的软条。纺缍𫚕尾深叉，有上9下8共17根软条。 纺缍𫚕侧线前端略呈拱形，无盾鳞，其上共有约100枚鳞片。该鱼共有脊椎骨24节。
纺缍𫚕的最大体长目前尚有争议：大部分资料都认为该鱼最大体长在107—120厘米之间，但古巴科学院称纺缍𫚕可长到180厘米。目前纺缍𫚕最重的实测记录为17千克。

## 分布
纺缍𫚕广泛分布于全世界的热带水域以及部分亚热带水域：在西大西洋，该鱼的分布范围北至美国马萨诸塞州，南至巴西东北部，包括墨西哥湾以及巴哈马群岛、百慕大、大安的列斯群岛、小安的列斯群岛等岛礁水域，向东可达马卡罗尼西亚；该鱼在太平洋亦有相当广泛的分布，但在印度洋安得拉邦近海却相对罕见。纺缍𫚕在地中海偶有出没，但无稳定种群。这些个体可能源自马卡罗尼西亚的种群，或是通过雷赛布迁移自苏伊士运河进入地中海。此外，纺缍𫚕亦分佈於臺灣、南海诸岛、澎湖群島等海域與广东省沿岸。

## 生态与习性
纺缍𫚕会进行长距离洄游。与金枪鱼等其他洄游性鱼类一样，纺缍𫚕肌肉组织中二十二碳六烯酸含量异常高，这可能是由于该鱼一般不在肌肉中储存脂肪。其在洄游时常跟随大团的马尾藻。

### 栖息地

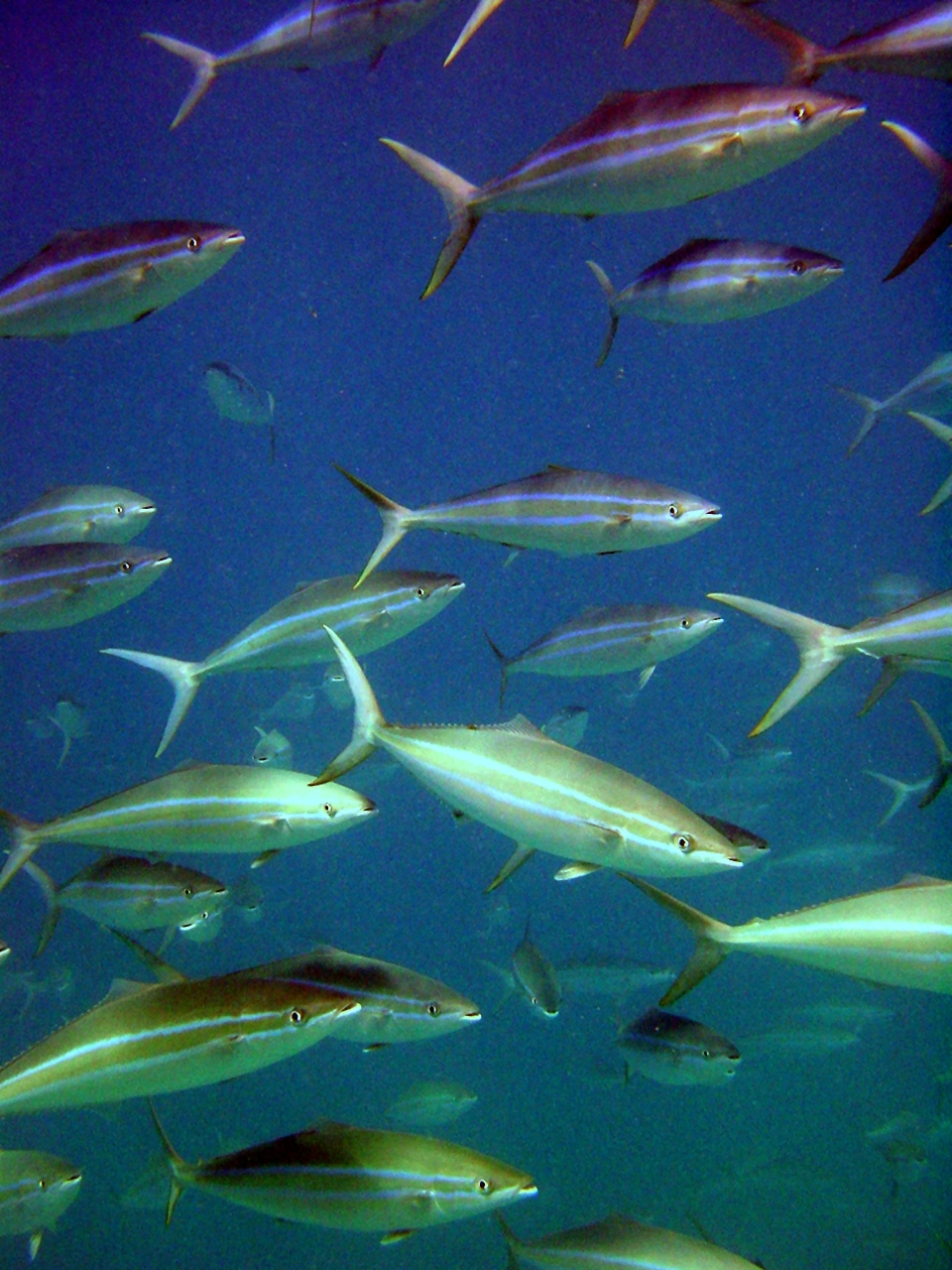
群游的纺缍𫚕

纺缍𫚕主要栖息于海洋中上层，深度一般不会超过164米。该鱼有时会出没于开阔水域，但更常见于岩礁和珊瑚礁上方，且可能在大陆架边缘形成庞大的鱼群。纺缍𫚕的鱼苗可能会进入河口湾以躲避天敌。此外，该鱼常跟随漂浮物活动。

### 食性
纺缍𫚕为追击捕食者，其主要猎物为小型鱼类，也会捕食头足类、甲壳类以及海黾。西太平洋水域的个体最常取食细鳞圆鲹，加勒比海和中大西洋水域的个体分别偏好宽带任氏鲱和黑鳍飞鱼，而几内亚湾的个体则主要捕食短体小沙丁鱼和对虾。此外，该鱼有时会与其他掠食性鱼类一同捕食成群的猎物

### 天敌
砂拉越海豚会捕食成年的纺缍𫚕。纺缍𫚕的鱼苗则是诸多大型鱼类的猎物，包括镰状真鲨、黄鳍金枪鱼、西福氏石斑鱼、条斑鳞鮨、黄敏尾笛鲷、乔氏笛鲷、长鳍𫚕、阔步鲹、带纹普提鱼和海鳝。

### 生命周期
不同水域的纺缍𫚕繁殖季节略有不同，古巴水域的个体在每年春季至早秋繁殖，而在水温高于27℃水域的个体则全年均可繁殖，但仍存在一定季节性，如西太平洋水域的个体主要在5月和12月至次年1月繁殖。该鱼一般会洄游至赤道附近水域繁殖。繁殖时，纺缍𫚕会将精子和卵子洒在海水中令其受精。纺缍𫚕的鱼苗随后会借洋流洄游至沿岸地区。雌性纺缍𫚕大约在体长65厘米时性成熟，而雄性纺缍𫚕的性成熟体长则由于其性腺发育情况复杂而难以得出定论。

## 与人类的关系

### 作为食用鱼
纺缍𫚕可食用。密克罗尼西亚卡平阿马朗伊环礁和努库奥罗环礁的岛民早在3000年前就已开始通过鱼叉和围网捕捉纺缍𫚕，但由于其捕捞难度极大该鱼并非当地人的主要渔获。即便如此，该鱼仍在当地文化中有重要地位，许多民谣和传说均以捕捉纺缍𫚕为主题。针对纺缍𫚕的商业捕捞稀少，但捕捞金枪鱼或鲨鱼的渔船常意外捕获此鱼。菲律宾、哥伦比亚等国也有针对纺缍𫚕的小规模捕捞作业。捕得的纺缍𫚕一般直接出售，也可制成腌鱼以及冻鱼。纺缍𫚕肉为淡粉色，肉质硬而油腻。维尔京群岛曾有一例因食用此鱼导致西加鱼毒中毒的病例。

### 作为游钓鱼
纺缍𫚕可作游钓鱼，在美国西海岸近海颇受欢迎。小鱼、鱿鱼、章鱼或切片鱼肉均可作为鱼饵，而潜饵、浮饵和飞蝇饵等各种路亚也有效。纺缍𫚕本身亦可作为垂钓旗鱼或是金枪鱼的饵料。

### 种群现状
目前纺缍𫚕种群庞大，在许多热带水域均极为常见，加之缺少大规模的商业捕捞，该鱼所面临的风险极低，IUCN将其评为无危。